# Grotta di Ispinigoli
Grotta di Ispinigoli är en grotta belägen vid staden Dorgali i Oroseibukten längst östkusten på Sardinien i Italien. De delar av grottan som är öppna för allmänheten omfattar en grottsal med en diameter på 80 meter och en 38 meter hög kalkstenspelare. Dessutom är platsen av arkeologiskt intresse; där har nuragiska, karthagiska och romerska fynd gjorts, inklusive av mänskliga kvarlevor, ringar, halsband och solsymboler.